# Макук (Небраска)
Макук (енгл. McCook) град је у америчкој савезној држави Небраска.

## Демографија
По попису из 2010. године број становника је 7.698, што је 296 (-3,7%) становника мање него 2000. године.
| Група             | 2000.         | 2010.         |
| Белци             | 7.683 (96,1%) | 7.143 (92,8%) |
| Афроамериканци    | 14 (0,2%)     | 38 (0,5%)     |
| Азијати           | 14 (0,2%)     | 29 (0,4%)     |
| Хиспаноамериканци | 202 (2,5%)    | 377 (4,9%)    |
| Укупно            | 7.994         | 7.698         |